# 伍長華
伍長華（1779年—1840年），字實生，號雲卿、愚泉（一說字雲卿，號實生），江蘇上元縣（今南京）人。

## 生平
嘉庆十九年（1814年）一甲第三名进士。授翰林院編修。官至雲南布政使、湖北巡撫。伍長華工行、楷书，善画花卉。